# Úpravna vody Podhradí u Vítkova
Úpravna vody v Podhradí u Vítkova byla vybudována v letech 1954 - 1962. Je součástí Ostravského oblastního vodovodu a jejím úkolem je úprava surové vody z údolní nádrže Kružberk v podhůří Jeseníků na vodu pitnou, kterou je zásobován především Moravskoslezský kraj, ale také příhraniční část Polska, hlavně město Jastrzębie-Zdrój a část Olomouckého kraje, především město Hranice. Úpravnu provozuje společnost Severomoravské vodovody a kanalizace Ostrava. Projektové řešení umožňuje v případě potřeby úpravu vody jen na jedné ze dvou symetrických linek, které mají dohromady 26 filtračních jednotek o celkové ploše 1872 m² s výkonem 2700 litrů za sekundu.
Z hlediska stavebně-architektonického jde o příklad průmyslové technické architektury z dílny architekta Cyrila Kajnara. Konstrukci tvoří převážně železobetonový skelet s cihelnými vyzdívkami. Dominantou nad vstupní částí úpravny je pak poslední rozsáhlý reliéf národního umělce Vincence Makovského z let 1961-1964 z cyklu Voda v Našem životě.

## Historie
Výstavba byla zahájena v roce 1954 po schválení usnesení vlády ČSR z 13. března 1954 o vybudování skupinového vodovodu z přehrady u obce Kružberk. Termín uvedení díla do provozu byl stanoven na konec roku 1958. Příčinou rozhodnutí vlády byla skutečnost, že podzemní zdroje, které se v letech po skončení druhé světové války významně podílely na zásobování pitnou vodou, přestaly stačit rostoucím požadavkům obyvatel, expandujícího průmyslu i zemědělství.
Souběžně s výstavbou úpravny byly stavěny přívodní řady pro dopravu pitné vody do Ostravy. Prvním budovaným úsekem se stala takzvaná I. větev Kružberského skupinového vodovodu, jejímž prostřednictvím byla 20. prosince 1958 zahájena dodávka vody z úpravny v Podhradí do Ostravy. Na začátku fungování čerpala úpravna vodu v objemu 250 l/s přímo z řeky Moravice, která se nachází v blízkosti úpravny vody. Po zprovoznění tlakové štoly v roce 1959 se zvýšila kapacita úpravny na 500 l/s, po ukončení první etapy výstavby v roce 1962 to bylo již 1000 l/s a v roce 1967 2000 l/s. V té době to byla největší úpravna vody v tehdejším Československu. V 70. letech byly přistavěny nové filtrační jednotky na přístavbách hal filtrů, to navýšilo potencionální maximální výkon až na 2700 l/s.
Za dobu svého fungování vyrobila úpravna 2,4 miliardy m³ pitné vody (k roku 2019).

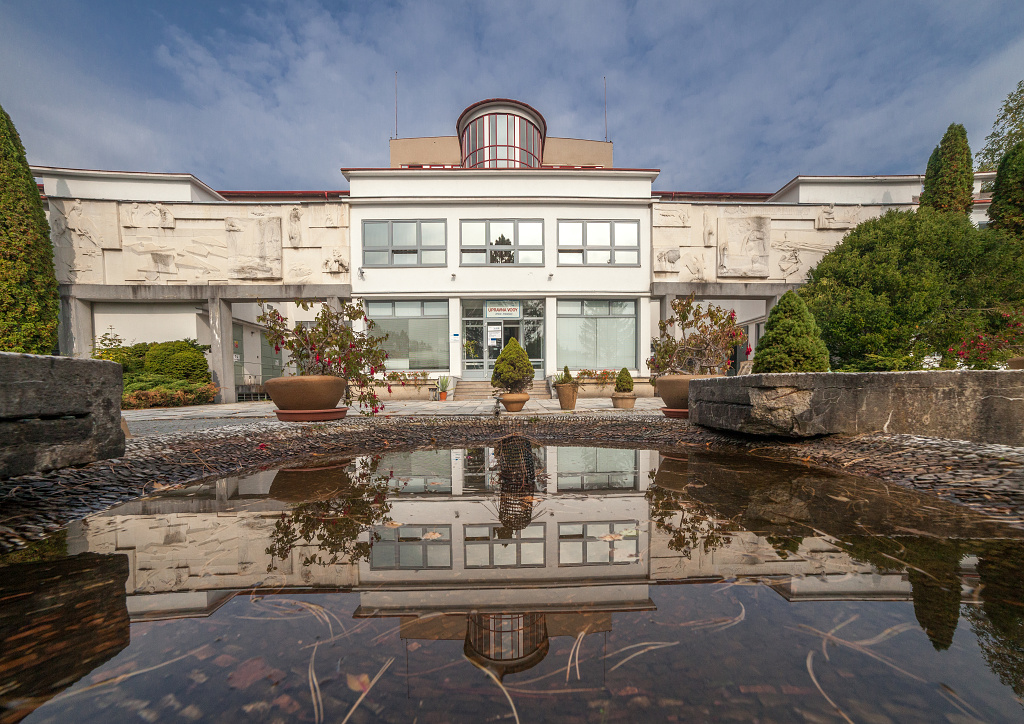
Úpravna vody v Podhradí u Vítkova

## Technologie

### Přívod vody z Kružberka

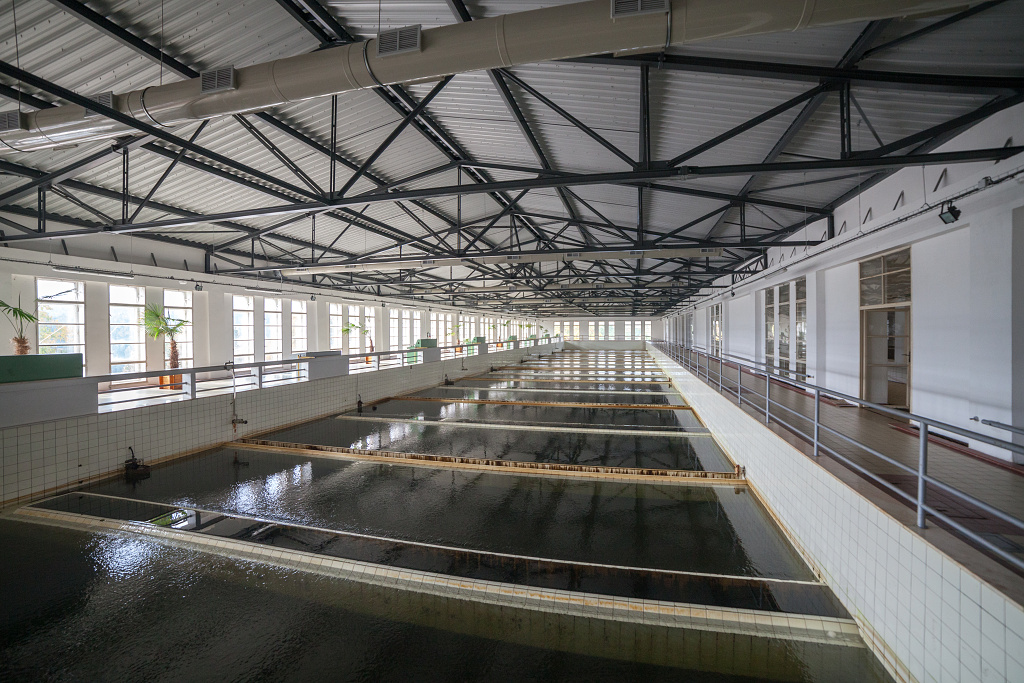
Pískové filtry

Surová vody z údolní nádrže Kružberk (potažmo z nádrže Slezská Harta, který je v kaskádě nad Kružberkem) je zajišťována 6,7 kilometru dlouhou tlakovou štolou s průměrem 240 centimetrů s maximální kapacitou devět kubických metrů vody za sekundu. Pro vodárenské účely je určeno 2700 litrů za sekundu. Štola byla ražena v náročných geologických podmínkách v letech 1954-1958.
Odběrný objekt tlakové štoly je umístěn na pravém břehu nádrže, umožňuje odběr ze dvou výškových horizontů. Obě vtokové štoly se spojují v šachtě návodních uzávěrů. Odtud voda proudí přes vyrovnávací komoru ke komoře uzávěrů, které jsou umístěny při vyústění štoly v Podhradí.
Povrchová voda z vodního díla Kružberk je nízce mineralizovaná, velmi měkká až měkká, se slabou alkalickou reakcí. Obsahuje v průměru mírně vyšší obsah manganu a sezónní výskyt biologických organismů.

### Úprava vody[6]
Surová voda je do úpravny vedena gravitačně na flokulační nádrže a následně na 26 otevřených pískových rychlofiltrů o ploše 1872 m². Do potrubí před flokulací (čiření, vločkování) je dávkován trvale síran hlinitý, chlordioxid a chlor. Alternativně lze pro předoxidaci surové vody dávkovat manganistan draselný, který se uplatňuje zejména při odstraňování biologických organizmů. K desinfekci vody na odtoku z filtrů do akumulační nádrže je opět dávkován chlordioxid a chlor a vápno ve formě vápenné vody pro zvýšení pH. Kaly z praní filtrů jsou zahušťovány ve 4 vertikálních zahušťovacích nádržích, dosušovány na kalových polích - deponovány na skládce. Od roku 2016 se používá i desinfekce ozónem. Ozón spolehlivě zničí veškeré choroboplodné zárodky, ale ve vodě ozon nevydrží, proto je voda stále ošetřována i chlorem, a to i několikanásobně v průběhu cesty ke spotřebiteli, protože skrz vodovodní potrubí může voda ke spotřebitelům putovat i 4,5 dne (například do Karviné) a mohlo by dojít ke kontaminaci. Chlor ve vodě tedy chrání už ozonem upravenou vodu, aby se do ní nedostaly viry a bakterie.
V 90. letech 20. století prošla úpravna řadou rekonstrukcí a modernizací (1993 - rekonstrukce technologie dávkování chloru a vybudováno dávkování chlordioxidu, 1996 - nový systém skladování a kontinuálního rozpouštění síranu hlinitého, 1999 - nová kontinuální linka přípravy a dávkování manganistanu draselného do surové vody).
Trend modernizace technologií a rekonstrukce infrastruktury pokračoval i v novém tisíciletí (2005 - rekonstrukce mechanické flokulace na flokulaci hydraulickou, nová linka odvodňování kalu na odstředivce, 2009 - doplněno chlorové hospodářství o instalaci zkrápěcí jednotky pro případ úniku chloru ve skladu chloru a v roce 2011 byla dokončena rekonstrukce střechy a stropních konstrukcí na halách filtrů). V roce 2014 byla zprovozněna malá vodní elektrárna využívající energii proudící vody, čímž se úpravna z hlediska elektrické energie stala soběstačnou. Poté v letech 2015-2016 byla rekonstruována strojní a elektrotechnická zařízení (čerpadla, dávkování chloru, vápenné hospodářství, rozvodna, trafostanice), byla doplněna technologie ozonizace vody (s výrobnou ozónu z kyslíku) a řízení bylo zautomatizováno.

## Distribuce upravené vody
Úpravna vody Podhradí zásobuje pitnou vodou 66 měst a obcí v oblastech Frýdecka, Karvinska, Novojičínska, Opavska a Ostravska, ale také Olomouckého kraje, tzn Přerovsko.

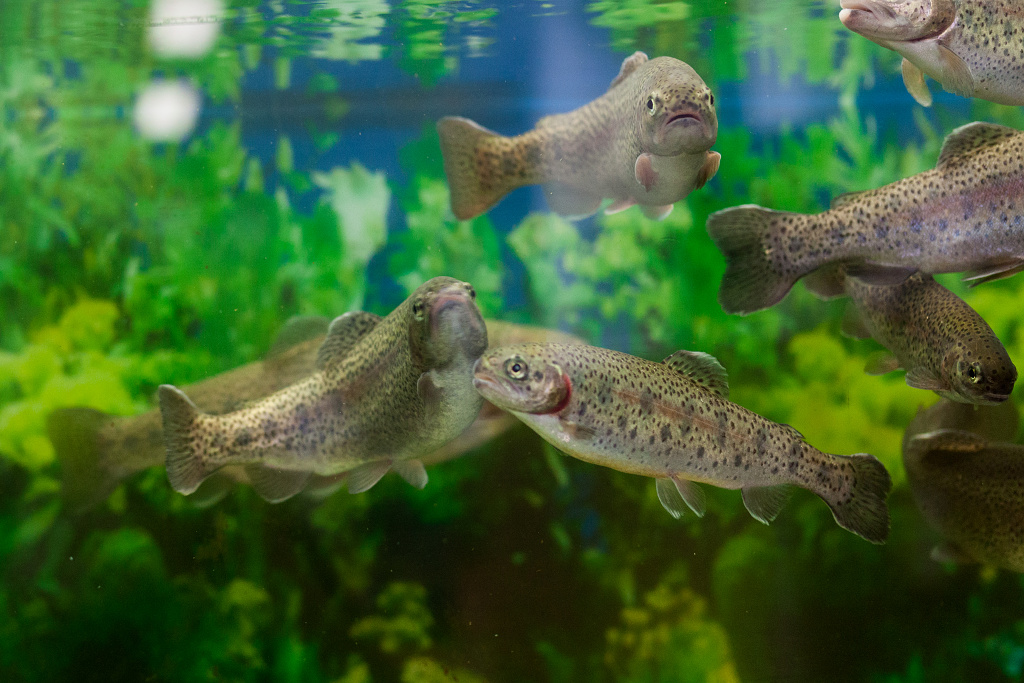
Úpravna vody v Podhradí u Vítkova - biologický monitoring kvality vody, autor: Boris Renner

Z úpravny pokračuje gravitačně štolou o délce 5663 metrů a průměrem 210 cm do Domoradovic. Tam na ni navazuje vodovodní přivaděč I. a II. Kružberského skupinového vodovodu. Voda také putuje štolovým přivaděčem do Dolejších Kunčic s délkou 8050 m a průměrem 245 cm a následně z Dolejších Kunčic přes Bílov do Krmelínu/Bělé. Tento systém se jmenuje III. přivaděč Kružberského skupinového vodovodu.
Naopak výtlakem je voda dopravována do Vítkova, skupinového vodovodu Libavá a skupinového vodovodu Melč a odtud převážně přes vodojemy do spotřebišť.